# Israel Aronowitsch Feldman
Israel Aronowitsch Feldman (russisch Израиль Аронович Фельдман; * 1933 in Rîbnița, Moldauische ASSR, Ukrainische SSR) ist ein moldawisch-israelischer Mathematiker, der sich mit Funktionalanalysis befasst.
Feldman studierte an der Staatlichen Universität in Chișinău und wurde 1964 bei Israel Gohberg promoviert (Einige Fragen zur Theorie normal auflösbarer Operatoren und der Theorie der Integralgleichungen mit Kern abhängig von der Differenz der Argumente (russisch)). Er lehrte an der Universität in Chisinau und war am Institut für Mathematik der moldawischen Akademie der Wissenschaften. 1990 wurde er Professor an der Bar-Ilan-Universität.
Feldman entwickelte mit Gohberg Projektionsmethoden zur Lösung von Gleichungen mit Faltungsoperatoren und Toeplitz-Matrizen. Außerdem befasste er sich mit der Wiener-Hopf-Gleichung und ihrer Anwendung beim Strahlungstransport.

## Schriften
- Projektionsmethoden zur Lösung der Wiener-Hopf-Gleichungen, Chisinau 1967 (Russisch)
- mit Israel Gohberg: Convolution Equations and Projection Methods for Their Solution,  American Mathematical Society, 1974, 1992, 2006.
- mit Israel Gohberg: Faltungsgleichungen und Projektionsverfahren zu ihrer Lösung, Birkäuser/Akademie Verlag 1974